# Kaplanei Gurtis

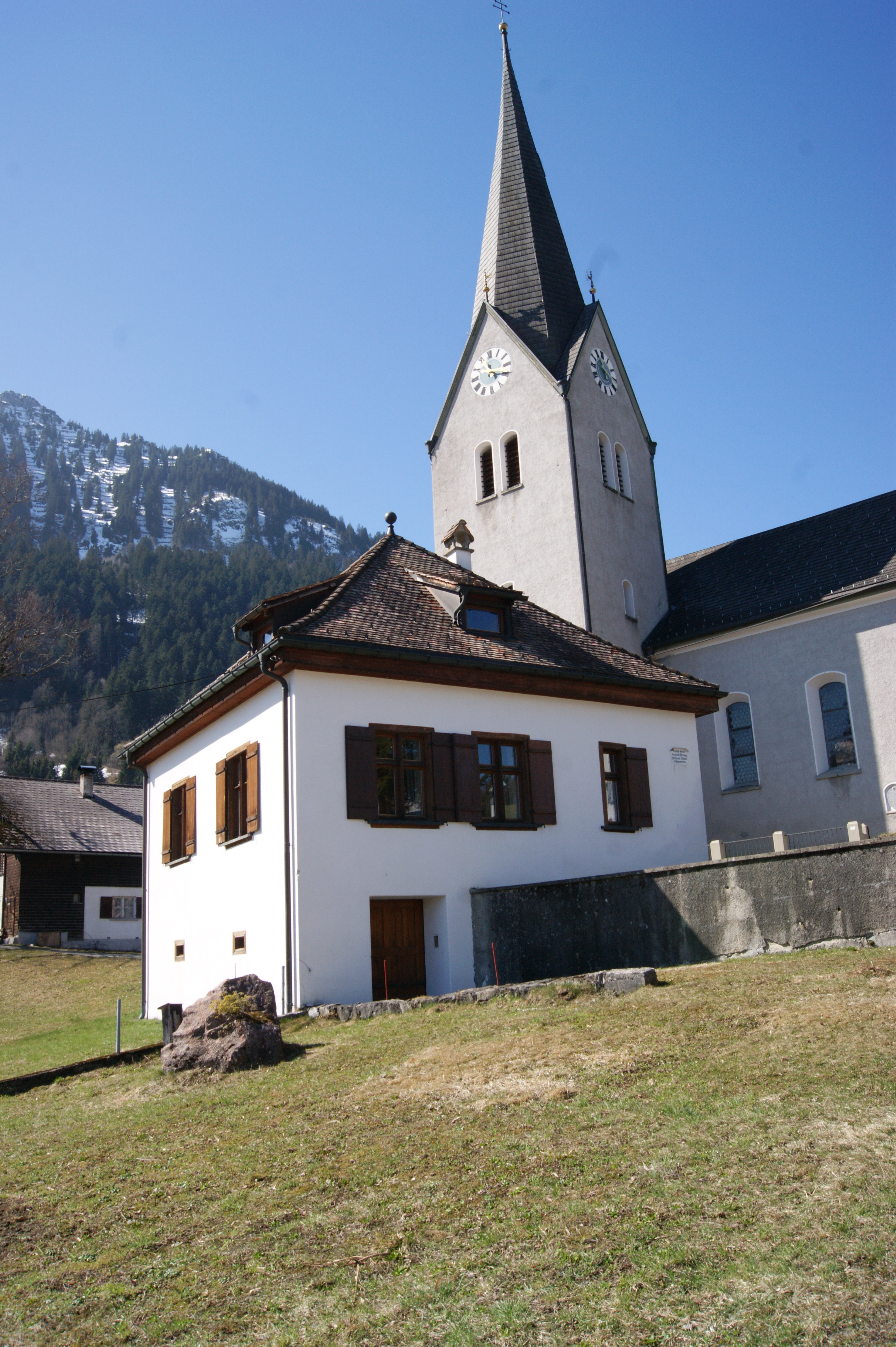
Ehemalige Volksschule in Gurtis. Kaplanei genannt

Das als Kaplanei im Ortsteil Gurtis (auch: Altes Schulhaus) bezeichnete denkmalgeschützte Haus liegt in der Gemeinde Nenzing im Bezirk Bludenz in Vorarlberg (Österreich). Es soll sich gemäß Einschätzung des Bundesdenkmalamtes um das älteste Volksschulgebäude in Vorarlberg handeln. Das viereckige Gebäude wurde 1834 bis 1839 auf Grundlage von Plänen der königlichen Hofbauhalterey in Wien errichtet und hat zwei Stockwerke mit einem Zeltdach und drei Dachgauben. Das Gebäude ist schmucklos und einfach ausgeführt und hat einen Grundriss von etwa 9 m im Quadrat. Es steht ostwärts, direkt neben der Kuratienkirche Gurtis.
1986/1987 wurde das Gebäude umgebaut und die Nutzung des Gebäudes geändert, es dient nun als Vereinshaus. Im oberen Stockwerk befindet sich der Verkehrsverein Gurtis.